# コリャーク語
コリャーク語（コリャークご、英: Koryak language）は、チュクチ・カムチャツカ語族に属する言語である。話者はカムチャツカ地方に居住するコリャーク人である。
コリャーク人は通常、トナカイ飼育コリャーク（Reindeer Koryak）と定住型の海洋コリャーク（Maritime Koryak）の二つのグループに分けられ、ロシア語ではそれぞれの自称に基づき、Chawchu及びNymylansと呼ぶ。1960年代までは、近縁のアリュートル語がコリャーク語の下位方言として位置づけられていた。
本稿ではコリャーク語のうち、話者が多く主要な方言であるチャヴチュヴァン方言（チャウチュウェンとも）を中心に記述する。

## 方言
コリャーク語は方言分岐が高い。かつてコリャーク語の一方言とされていたアリュートル語を含むと以下の9つに分けられる。
- イトカン（Itkana, Itkanskij: kpy-itk）
  - Itkana
- パレニ（Paren, Parenskij: kpy-par）
  - Paren
- カメンスコエ （Kamenskoe, Kamenskij: kpy-kam）
  - Tylqoy, Mikino[4] (1940年代に閉鎖されたミキノ村の方言), Shestokovo, Lytvaty, Ornochek, Mamech, Manily, Kamenskoe, Talovka
- アプカ（Apuka, Apukinskij）
  - Apuka, Pakhachi
  - かつてトナカイ飼育コリャークであったが、その生活様式を海洋コリャークに変更した
- カラガ（Karaga, Karaginskij）
- ウカ（Uka）
- パラナ（Palan, Pallanskij: kpy-pal）
- チャヴチュヴァン（Chawchəvan, Cavcuvenskij:  kpy-cav）
  - タイゴノス半島のタイゴノス方言(Tajgonos)[5]
- アリュートル[6]（Alutor）
  - Olyutorka, Kultushinoe, Tilichiki, Wywenka, Khailino, Wetwey, Kichiga, Anapka, Tymlat, Rekinniki, Podkagernoe.

このうち、イトカン方言とウカ方言はほとんど資料が存在しない。このほか、カメン（カメニ）、Gin (kpy-gin)、Xatyrskij (kpy-xat)なども存在する。一部研究者はアリュートル語カラガ方言とレスナヤ方言をコリャーク語の一部と分類することもある。
Stebnitskij (1934)では、上述のうちウカ方言を除いた7方言に、当時コリャーク語の下位方言と考えられていたアリュートル語を加えた8方言を、二つの音韻的特徴を基準に分類した：①j方言 vs. r (t~r)方言、②e方言 vs. e~a方言 vs.  a方言。大まかに①は地理的な南北に、②は地理的な東西に対応する。①の区分の例外としてパレニ方言では、チャヴチュヴァン方言の/j/に/s~c/ [s~t͡ʃ]が対応することも指摘されている。
|                    | e方言（西）             | e~a方言              | a方言（東）                   |
| ------------------ | ----------------------- | -------------------- | ----------------------------- |
| j方言（北）        | パレニ方言 イトカン方言 | チャヴチュヴァン方言 | カメンスコエ方言 アプカ方言   |
| r（t~r）方言（南） | パラナ方言              | -                    | カラガ方言 （アリュートル語） |

e方言のパラナ方言はチュクチ語同様母音調和の規則が厳密だが、e~a方言のチャヴチュヴァン方言では母音調和の逸脱が認められ、a方言のアリュートル語では母音調和が全く守られない。

## 文字
拡張キリル文字を使用する。
| А а | Б б | В в | В' в' | Г г | Г' г' | Д д | Е е |
| Ё ё | Ж ж | З з | И и   | Й й | К к   | Ӄ ӄ | Л л |
| М м | Н н | Ӈ ӈ | О о   | П п | Р р   | С с | Т т |
| У у | Ф ф | Х х | Ц ц   | Ч ч | Ш ш   | Щ щ | Ъ ъ |
| Ы ы | Ь ь | Э э | Ю ю   | Я я |       |     |     |

## 音韻[8]
チャヴチュヴァン方言は、ロシア本土のセヴェロ-エヴェンスク（Severo-Evensk）地区のものとカムチャッカ半島のもので音声・音韻的特徴が若干異なる。本稿では、前者の音韻・音声解釈を参考に記載する。

### 音節構造
音節構造は(C1)V(C2)である。Cは子音（consonant）、Vは母音（Vowel）である。（）は音節形成の非必須要素である。声調は見られない。語頭位置には基底で例外的にCCV-及びCCVC-も現れるが、子音が連続することは許されないため、語頭のCC間には/ə/が挿入される。アリュートル語と同様に母音で始まる音節は単語の初めにのみ現れる。コリャーク語では表層で単音節語は許容されない。
コリャーク語では、音声レベルで母音の連続、語頭及び語末の子音連続、語中（形態素境界）の三子音連続は許容されない。基底（音韻レベル）でこれらが生じた場合、声門閉鎖音/ʔ/の挿入、シュワー/ə/の挿入、母音・子音の削除によってこれを回避する。

### アクセント規則
アクセントは弁別的でなく、母音の長化及び強勢として実現される。アクセントは以下の規則に従う。
- (音声形で単音節語は存在しない)

- 二音節語ではアクセントは一般に第一音節に置かれる。第一音節が開音節の場合、シュワー/ə/を除く母音は長く発音される。
- 二音節語の第一音節末がシュワー/ə/の場合、第二音節にアクセントがおかれる。
- 二音節語の母音がどちらもシュワー/ə/の場合、アクセントはどちらかの音節に置かれる。
- 三音節以上の語で、第二音節の母音がシュワー/ə/でない場合、最終音節を除き偶数音節ごとにアクセントがおかれる。
- 三音節以上の語で、第二音節の母音がシュワー/ə/の場合、第一音節にアクセントがおかれる。
- 三音節語の母音がどちらもシュワー/ə/の場合、アクセントは第二音節に置かれる。

### 母音[10]
チャヴチュヴァン方言には6つの母音が設定できる。
|          | 前舌母音 | 中央母音 | 後舌母音 |
| -------- | -------- | -------- | -------- |
| 狭母音   | i        |          | u        |
| 中央母音 | ɛ        | ə        | o        |
| 広母音   |          | a        |          |

### 子音
チャヴチュヴァン方言には18個の子音が設定できる。すべての閉鎖音は無声である。口蓋化歯茎音tʲ, nʲ, lʲは、それぞれt', n', l'と表記されることもある。
|          | 両唇音     | 唇歯音 | 歯茎音 | 後部歯茎音 | 硬口蓋音  | 軟口蓋音 | 口蓋垂音 | 咽頭音 | 声門音 |
| -------- | ---------- | ------ | ------ | ---------- | --------- | -------- | -------- | ------ | ------ |
| 破裂音   | p          |        | t, tʲ  |            |           | k        | q        |        | ʔ      |
| 鼻音     | m          |        | n, nʲ  |            |           | ŋ        |          |        |        |
| 側面接近 |            |        | l, lʲ  |            |           |          |          |        |        |
| 破擦音   |            |        |        | c [t͡ʃ]     |           |          |          |        |        |
| 摩擦音   |            | v      |        |            |           | ɣ        |          | ʕ      |        |
| 接近音   | w [w˔~w~w̥] |        |        |            | j [ʒ~j~ʝ] |          |          |        |        |

子音/v/と/w/の対立は語末で中和され、[w̥]で実現される。子音/ɣ/と/w/の対立は語末で中和され、[w̥]で実現される。

### 音韻規則
コリャーク語には、様々な音韻規則が存在する。これらは子音連続の回避、母音連続の回避、単音節語の回避などをモチベーションとして起こる。

#### 母音調和
コリャーク語では、母音が基底において強母音（dominant vowel: e1, a, o, ə1）と弱母音（recessive vowel: i, e2, u, ə2）に分けられる。e1とe2はともに音声的に[e]、ə1とə2はともに音声的に[ə]で実現されるが、音韻的な挙動は異なる。強母音と弱母音は一語中に共起しない。語幹・接辞という形態素の位置の如何にかかわらず、語中に強母音が存在していれば、対応する弱母音と交代する（/i/→/e/, /e2/→/a/, /u/→/o/）。語中の母音がəのみであった場合、それが強母音か弱母音かは語彙的に区別される。コリャーク語では、チュクチ語と異なり母音調和の規則に従わない例も多く見いだされる。例として、母音aの中和による強母音aと弱母音iの語中での共起が生じることがある。

#### シュワー/ə/の挿入
コリャーク語では主に形態素間の子音連続を避けるため、子音間にシュワー/ə/を挿入する。語頭または語末では2つの子音の間に挿入され、語中では一般に3つの子音連続の2番目のあとに挿入される。名詞語幹が-母音+ŋで終わる語に位格接尾辞-kがつく場合、または動詞語幹が-母音+ŋで終わる語に不定詞接尾辞-kがつく場合は、語末にシュワー/ə/を挿入する。ただし、これは義務的な規則ではなく、ŋとkの間にシュワー/ə/が挿入される場合もある。一方で、ŋとkの間に義務的にが挿入される形態素もある。シュワー/ə/は、形態素境界だけでなく、語幹の子音連続を避けるために挿入される場合がある。

#### 声門破裂音/ʔ/の挿入
語幹の重複など絶対格単数を形成する際に基底（音韻レベル）で母音連続が存在する場合は、声門破裂音/ʔ/の挿入によってこれを回避する。

#### 母音削除

##### 母音連続での削除
母音連続の一方がシュワー/ə/である場合、シュワー/ə/は常に削除される。母音連続の双方がシュワー/ə/でない場合、最初の母音が円唇母音であれば二番目の母音を削除し、最初の母音が非円唇母音であれば、最初の母音を削除する。ただし、この規則は厳密でなく、削除される母音が語彙的に決まっている場合がある。また、接辞の種類によって生じる母音連続は削除によって回避され、接頭辞・接周辞の語頭母音連続は接辞側が、接尾辞の母音連続は語幹側が削除される。

##### 名詞語幹末母音削除
単数絶対格の語末の母音は削除される。（この削除規則によって語末に子音連続が生じる場合、シュワーが挿入される。）語の音節構造がCVCV、VCV、VCCV、CVCCVなどの二音節語の場合、母音削除により一音節語になることを避けるため、母音は削除されないか/ə/に縮退する。この規則はロシア語からの借用語でも同様に働く。
一方で、ロシア語からの借用語で閉音節で終わる語の語幹末に母音が挿入される場合や、基底形で/j/で終わる語の音声形がiやeで終わる場合で単数絶対格に語末の母音が存在する場合がある。

#### 子音削除

##### 名詞語幹末子音削除
二音節以上の語で名詞語末に/-nv/を持つ語は、単数絶対格で/v/を削除する。また、基底で単音節の名詞で語末に/-nv/を持つもの、/v/を削除し/ə/を挿入する。

##### 語幹頭子音削除
動詞語幹が語頭に/t, n, l, c, j/で始まる子音連続を持つ場合は、シュワー/ə/が挿入されず、最初の子音が削除される。一般的でないが、この規則は名詞に対しても散発的に生じる。

#### 歯茎音/t, n, l/の口蓋化
歯茎音/t, n, l/は、/tʲ, nʲ, lʲ, c/が隣接した位置か離れた位置に存在する場合、口蓋化されて/tʲ, nʲ, lʲ/になる。この口蓋化は主に逆行的に起きるが、順行的に起きる例外もいくつか存在する。また、接周辞e2-...-ki「～なしで」は、不特定の条件下で語幹の子音を口蓋化する。パラナ方言では/l, n/の口蓋化が順行的・逆行的に起きる。また、同じチュクチ・カムチャッカ諸語のイテリメン語には、/l/が逆行的に口蓋化する場合がある（-lʲaχ「（形容詞の接尾辞）」、-lʲat「～しまわる」）。

#### 子音同化

##### 逆行子音同化
/t, j, q/は、後ろに/l, m, ŋ/が続くとき逆行同化をおこす。また、類似の現象として、Zhukova (1972: 26)では/t/に/n/が続くとき/nn/になると報告されているが、Kurebito (2004)では形態素境界の/tn/は/t/が脱落して/n/に、形態素中の/tn/は逆行同化して/nn/になるとしている。同じチュクチ・カムチャッカ諸語のチュクチ語では、このほかに/p, k, ŋ, ɣ/が/m, w, p, s, j, q, ŋ/に後続される際に逆行同化を起こす例が報告されているが、コリャーク語ではこれは起こらない。

##### 相互同化
相互同化 (Mutual assimilation) は/cc/←/jj/、/cc/←/jt/、/cc/←/tj/、/nnʲ/←/jj/で生じる。

##### 順行子音同化
/j/は/l/に続くとき順行同化し/lʲ/になり、さらに先述した口蓋化によって直前の/l/も/lʲ/になる（/lʲlʲ/←/jl/）。/n/は/lʲ/に続くとき順行同化し/lʲ/になる（/lʲlʲ/←/nlʲ/）。

#### 子音交替
動詞語幹初頭の/ɣ-/は、CVが後続するとき/w/に子音交替する（シュワー/ə/や子音連続が後続する場合、子音交替は起きない）。また、類似の/w/←/ɣ/の子音交替として、名詞/veɣ-u/「爪（複数絶対格）」のみ同様の規則で子音交替が起きる。
使役-他動詞接周辞（causative-transitive circumfixes）のn-...-e2t, n-...e2wの第一要素/n/は、語頭で/j/に変化する。同様の語頭の/j/←/n/の子音交替は、いくつかの動詞語幹の語頭でも生じる（{np-k}「置く(-こと)」、{niŋl-k}「投げる(-こと)」など。{}内は基底形）。
また、動詞語幹の語頭の/c/は、/j/に交替することがある（{cɣe2l-k}「這い上がる-(こと)」、｛cʕe2le2l-k｝「絡まる-(こと)」{}内は基底形）。

## 名詞
コリャーク語の名詞の文法範疇には数・格・人称・有生性がある。数には単数・双数・複数があり、これらは絶対格でのみ区別される。ただし、有生のクラスに属する名詞は斜格においても単数と複数の区別がなされる。格には11の格、絶対格、場所格、道具格、与格、方向格、沿格、奪格、接触格、原因格、様態格、髄格がある。統語における格標示は能格型であり、自動詞主語と他動詞目的語が絶対格をとり他動詞主語が能格をとる。
コリャーク語は名詞の能格がどのような標示を受けるかにより、以下の4つのクラスに分けられる。
|            | クラスA    | クラスB                          | クラスC                      | クラスB/C                      |
| ---------- | ---------- | -------------------------------- | ---------------------------- | ------------------------------ |
| 能格標識   | -nan       | -ne-k/-jəka-k                    | -te                          | -ne-k/-jəka-k~-te              |
| 名詞の種類 | 人称代名詞 | 固有名詞 人称疑問代名詞 親族呼称 | 親族名称 動物名詞 無生物名詞 | 人間名詞 指示代名詞 疑問代名詞 |

コリャーク語の人称代名詞の能格形を以下に示す。
|        | 単数    | 複数       |
| ------ | ------- | ---------- |
| 一人称 | ɣəm-nan | mocɣ-ə-nan |
| 二人称 | ɣ-ə-nan | tocɣ-ə-nan |
| 三人称 | ə-nan   | əcɣ-ə-nan  |

## 数詞
| 数字 | コリャーク語                              |
| ---- | ----------------------------------------- |
| 1    | ənnen                                     |
| 2    | ŋəcceq                                    |
| 3    | ŋəjoq                                     |
| 4    | ŋəjaq                                     |
| 5    | məlləŋen                                  |
| 6    | ənnanməlləŋen (1+5)                       |
| 7    | ŋəjaqməlləŋen (2+5)                       |
| 8    | ŋəjoqməlləŋen (3+5)                       |
| 9    | qonʲʕajcəŋken                             |
| 10   | mənɣətken                                 |
| 11   | mənɣətək ənnen pajol (10+1)               |
| 12   | mənɣətək ŋəcceq pajol (10+2)              |
| 13   | mənɣətək ŋəjoq pajol (10+3)               |
| 14   | mənɣətək ŋəjaq pajol (10+4)               |
| 15   | mənɣətək məlləŋen pajol (10+5)            |
| 16   | mənɣətək ənnanməlləŋen pajol (10+(1+5))   |
| 17   | mənɣətək ŋəjaqməlləŋen pajol (10+(2+5))   |
| 18   | mənɣətək ŋəjoqməlləŋen pajol (10+(3+5))   |
| 19   | mənɣətək qonʲʕajcəŋken pajol (10+9)       |
| 20   | ŋəcceq mənɣətte (2*10)/ qəlikək (20)      |
| 25   | ŋəcceq mənɣətte məlləŋen pajol ((2*10)+5) |
| 30   | ŋəjoq mənɣəto (3*10)                      |
| 40   | ŋəjaq mənɣəto (4*10)                      |
| 50   | məlləŋen mənɣəto (5*10)                   |
| 60   | ənnanməlləŋen mənɣəto ((1+5)*10)          |
| 90   | qonʲʕajcəŋken mənɣəto (9*10)              |

## 動詞
コリャーク語の動詞は主語と目的語の人称と数が接頭辞と接尾辞によって標示される。伝統的には現在過去未来の三つの時制が認められており、そのそれぞれについて完了と不完了のアスペクトを区別する。